# Bannstein
Bannstein est un écart de la commune française d'Eguelshardt dans le département de la Moselle.

## Histoire

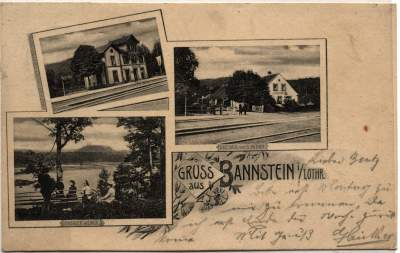
Vues de l'écart

Le hameau de Bannstein tire son nom du haut-allemand Ban signifiant défense. Bannstein rappelle l'implantation de pierres-bornes entre 1605 et 1608 entre le duché de Lorraine et le comté de Hanau. Certaines de ces pierres sont encore visibles, mais sont d'année en année menacées par les engins de fauche de la DDE qui en abîment les côtés.
La désignation de Bannstein apparaît vers 1780. La ferme de Bannstein appartenait à la prévôté de Lemberg. Aux environs de 1800, on ne dénombre que trois maisons. La construction de la route Niederbronn-les-Bains-Bitche en 1824-1826 puis l'ouverture de la ligne de chemin de fer vers Bitche en 1866-1869 permettront le développement du hameau.

## Forge et scierie
L'étang de Bannstein, dit Bleiweiher, alimentait une forge construite au XVIIIe siècle. Cette ancienne scierie est transformée en " manufacture de tolle fer battu et lames déliées ou autres fers propres à faire des outils de toute espèce ", sous le cens de cent-cinquante francs par an, à la suite de l'arrêt du conseil royal du 25 mai 1768. Elle fonctionne sans doute depuis 1760 et use seulement de dix hêtres par an pour fabriquer des manches d'outils.

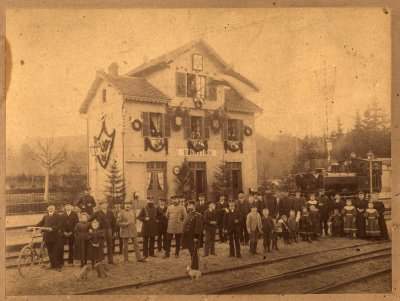
Réjouissances lors de l'anniversaire du Kaiser, en 1912

Cette petite usine, " de vieille construction mais en assez bon état ", est visitée le 15 octobre 1788 par " l'ingénieur du roi en chef des ponts et chaussées et inspecteur général des bâtiments du domaine de Lorraine". Située " sur les confins du pays de Hanau et de la Province de Lorraine ", elle se présente comme un bâtiment en équerre avec soixante pieds de longueur sur trente-six pieds de largeur. La forge est située au rez-de-chaussée du bâtiment et occupe le grand côté de l'équerre. Elle contient " deux marteaux et leurs enclumes avec la charpente nécessaire pour la manœuvre, ces deux marteaux sont mis en mouvement par des roues à eau à pot, dont la plus grande a sept pieds dix pouces, l'arbre de la grande roue a dix-huit pieds six pouces de longueur, sur deux pieds six pouces de diamètre. Il y a dans cette halle deux cheminées et leurs forges qui ont chacune cinq pieds en carré, chacune de ces cheminées dont les tuyaux s'élèvent au-dessus des combles en maçonnerie ordinaire avec assemblage de charpente, est accompagné d'une paire de soufflets jumeaux. Ils sont mis en mouvement par des roues à eau semblables aux précédentes, mais de six pieds seuelement de diamètre. Ces soufflets sont en outre accompagnés de la mécanique nécessaire pour leur manœuvre. Le mur de face au levant faisant mur d'eau de la halle est percé par une croisée pour éclairer la partie au midi de la halle ". On trouve au premier étage, " qui ne s'étend qu'au-dessus du magasin et sur la partie de la halle au midi ", une cuisine avec une cheminée et plancher en sapin, une chambre et un poële.
Cette forge est déclarée bien national et rachetée par Noël, inspecteur des eaux et forêts à la Petite-Pierre, qui la reconvertit en scierie. Celle-ci est acquise par la famille de Dietrich de Niederbronn et reste en activité jusqu'en 1925. Elle est détruite en 1944-1945.

## Sources
- Les moulins et scieries du Pays de Bitche, Joël Beck, 1999.